# Rattus palmarum
La  rata de palma (Rattus palmarum) es una especie de roedor de la familia Muridae. Se encuentra en las islas Nicobar, específicamente en las islas Car Nicobar y Gran Nicobar.
Los hábitats naturales de la rata de palma son el bosque seco tropical o subtropical y el manglar tropical o subtropical.